# Pulvermühle Aubonne

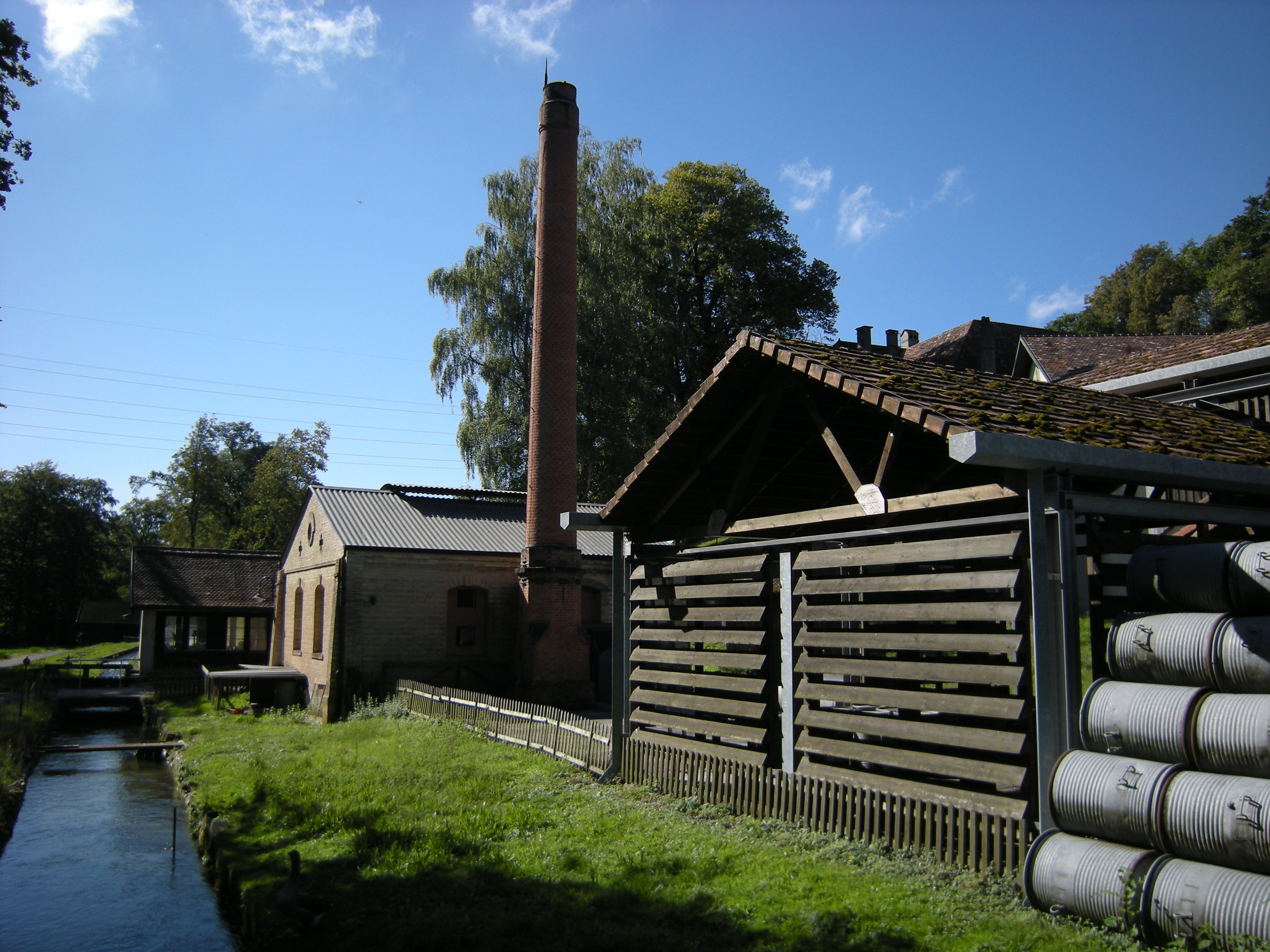
Pulvermühle mit Wasserkanal, 2011

Die Pulvermühle Aubonne ist eine Pulvermühle im schweizerischen Dorf Aubonne.
Sie besteht seit 1853 und diente der Herstellung von Schwarzpulver für die Schweizer Armee. In den 1990er Jahren wurde sie privatisiert, da der Bedarf gesunken war und das Pulverregal aufgehoben wurde.
Der Gebäudekomplex ist ein Kulturgut von nationaler Bedeutung.